# マンガラ・サマラウィーラ
マンガラ・ピンシリ・サマラウィーラ（シンハラ語: මංගල පින්සිරි සමරවීර, タミル語: மங்கள சமரவீர, 英: Mangala Pinsiri Samaraweera, 1956年4月21日 - 2021年8月24日）は、スリランカの政治家。財務大臣（2017年 - 2019年）や外務大臣（1期目：2005年 - 2007年、2期目：2015年 - 2017年）など、政府要職を歴任した。スリランカ国内で初めてゲイであることを公表した政治家としても知られている。2007年には大統領のマヒンダ・ラージャパクサと対立し、スリランカ自由党内でマハジャナ派を結成。2010年には統一国民党に入党した。
サマラウィーラは30年以上にわたり政治家を務めたが、2020年に引退した。思想はリベラリストで急進的中道派であった。そして民族的二極化・宗教的二極化に反対していた。また国内のLGBTの権利保護のための活動を行った。

## 生い立ち・学歴
1956年4月21日、スリランカのマータラで生まれる。父マハナマ・サマラウィーラも政治家で、シリマヴォ・バンダラナイケ内閣で地方自治・住宅・郵便・通信大臣を務めていた。母親のケーマ・パドマワティ・サマラウィーラも政治家で、マータラ市議会議員を務めていた。ロイヤル・カレッジ・コロンボと英国ロンドンにあるウォルサム・フォレスト・カレッジで学び、セント・マーチンズ芸術大学（現セントラル・セント・マーチンズ）を卒業した。学位は服飾デザインに関するものであった。その後母国に戻り、スリランカ国立デザインセンターのデザインコンサルタントとして勤務。その後ウィジャヤパーラ・メンディスの下で織物工業省の仕事をしていた際、ケラニヤ大学芸術研究センターの教員だったチャンドラ・テヌウィーラから誘われて、同センターの客員教授も務めた。

## 政治家として
1983年、母ケーマの後を継ぎ、スリランカ自由党（SLFP）のマータラ支部長として政界入りを果たす。その後SLFPの幹事補佐に就任した。また1980年代のラナシンハ・プレマダーサ大統領在任時には人権運動の広報担当としても活動した。
その後1989年にマータラ選挙区から立候補し、スリランカ議会議員に当選。1994年のチャンドリカ・クマーラトゥンガ大統領時代に郵便・通信大臣として初入閣を果たした。その後は都市開発・建設・公営企業大臣や財務副大臣などを務めた。
2001年に所属するSLFPが敗北すると、SLFPの院内幹事兼財務主任となった。その後2004年にSLFPが再び勝利し、第二次クマーラトゥンガ政権で港湾・航空・メディア大臣となった。
その後2005年6月にクマーラトゥンガと対立した際にメディア大臣からは解任されたが、港湾・航空大臣として引き続き職務に就いた。その後、マヒンダ・ラージャパクサが次期大統領候補となると、サマラウィーラは選挙部長として選挙戦を支えた。そして2005年11月の大統領選挙でラージャパクサが勝利すると、サマラウィーラは港湾・航空大臣に加えて外務大臣の職も担うこととなった。
その後2007年1月には外務大臣を解任されるも、港湾・航空大臣は引き続き務めた。しかし2月9日にアヌラ・バンダラナイケらと共にラージャパクサと対立し、大臣職を辞任する事態に発展した。その後スリランカ自由党内でマハジャナ派を結成。そして、大統領を数々輩出していたラージャパクサ家に対して公に批判するようになった。
2013年10月、マータラ市で行われた統一国民党（UNP）のデモ行進を妨害した疑いでマータラ地方裁判所から逮捕された。
2015年の大統領選挙ではマイトリーパーラ・シリセーナを支持し、応援演説を行った。2015年1月12日、シリセーナが新大統領となるとサマラウィーラは外務大臣に任命された。
2017年からは財務大臣となった。スリランカの政府支出に財政規律を導入し、1992年以来初の基礎的財政収支の黒字を達成したことでスリランカで最も成功した財務大臣の1人となったが、その後行った積極的な金融政策は失敗した。
2019年の大統領選挙が終わったのち、サマラウィーラは統一国民党の議員だったサジット・プレマダーサが2020年に結成した政党、統一人民戦線に入党した。サマラウィーラは統一国民党内の分裂と統一人民戦線結成において重要な役割を担っていたと報じられている。サマラウィーラは2019年11月17日、総選挙の結果が発表される数時間前に財務大臣の職を辞した。
2020年6月、同年8月5日に行われる総選挙に出馬せず、政界を引退することを表明した。サマラウィーラは引退について「ゴーターバヤ・ラージャパクサの政治はまともに機能していない。スリランカは現在、国民の民族的、人種的、宗教的分断が拡大している。国家がこのような深刻な課題に直面しているときに、党は自らの役割と義務が何であるべきかを明確に理解していないようだ。」と、SLFPやUNPといったスリランカ内の巨大政党に対する怒りをあらわにしていた。
政界引退の理由は、サマラウィーラの政敵であるゴーターバヤ・ラージャパクサ大統領が議会で大きな力を持ち始めたからと思われている。

## 批判
財務大臣在任中の2019年、サマラウィーラはシンハラ仏教ナショナリズムに対する反対姿勢から「ここはシンハラ仏教の国ではない」というヘイトスピーチを拡散したと非難され、仏僧たちはその発言に対して謝罪を求めた。
また、カトリック教会コロンボ大司教のマルコム・ランジットは、2018年にはサマラウィーラの人権についての発言に、2019年には断食をしている仏僧のもとをサマラウィーラが訪問したことに対してそれぞれ批判している。
また、財務大臣在任中の2019年大統領選挙において、スリランカ交通局のバスを有権者を運ぶのに用いたことで、犯罪捜査局（CID）から国有財産の不正使用の罪で取り調べを受けた。世論からも、非難の対象となった。

## 対外政策
この節では外務大臣時代のサマラウィーラの対外政策について示す。

### 日本
2015年6月17日、日本に訪問。19日、岸田文雄外務大臣と会談をした。同日、249億3000万円を限度額とする円借款「全国送配電網整備・効率化計画」に関する書簡や、供与額5億円の無償資金協力に関する書簡の交換が行われた。
会談でサマラウィーラは岸田文雄外務大臣の祝意表明に対し謝意を表するとともに、シリセーナ政権の民主化促進や国民和解実現に向けた国内措置についての説明を行った。また、長年の友人である日本との協力関係をあらゆる分野で強化・発展させたいとの意思を表明した。

### インド
外務大臣就任から6日後、スシュマ・スワラージ外務大臣やナレンドラ・モディ首相からの要請を受けて2015年1月18日、インドに訪問した。スシュマ・スワラージ外務大臣とはシリセーナ新政権についてや、タミル・ナードゥ州におけるスリランカ難民の本国送還問題の解決、シリセーナ大統領のインド訪問案、コロンボで第9回インド・スリランカ合同会合を開催することなど話し合った。1月20日帰国。

### アメリカ合衆国
2015年2月11日から12日にかけてアメリカ合衆国ワシントンD.C.に訪問した。ジョン・F・ケリー国務長官、スーザン・ライス国家安全保障担当補佐官、クリス・ヴァン・ホーレン、ロバート・アダーホルト、エド・ロイスらと会談を行った。

### イギリス

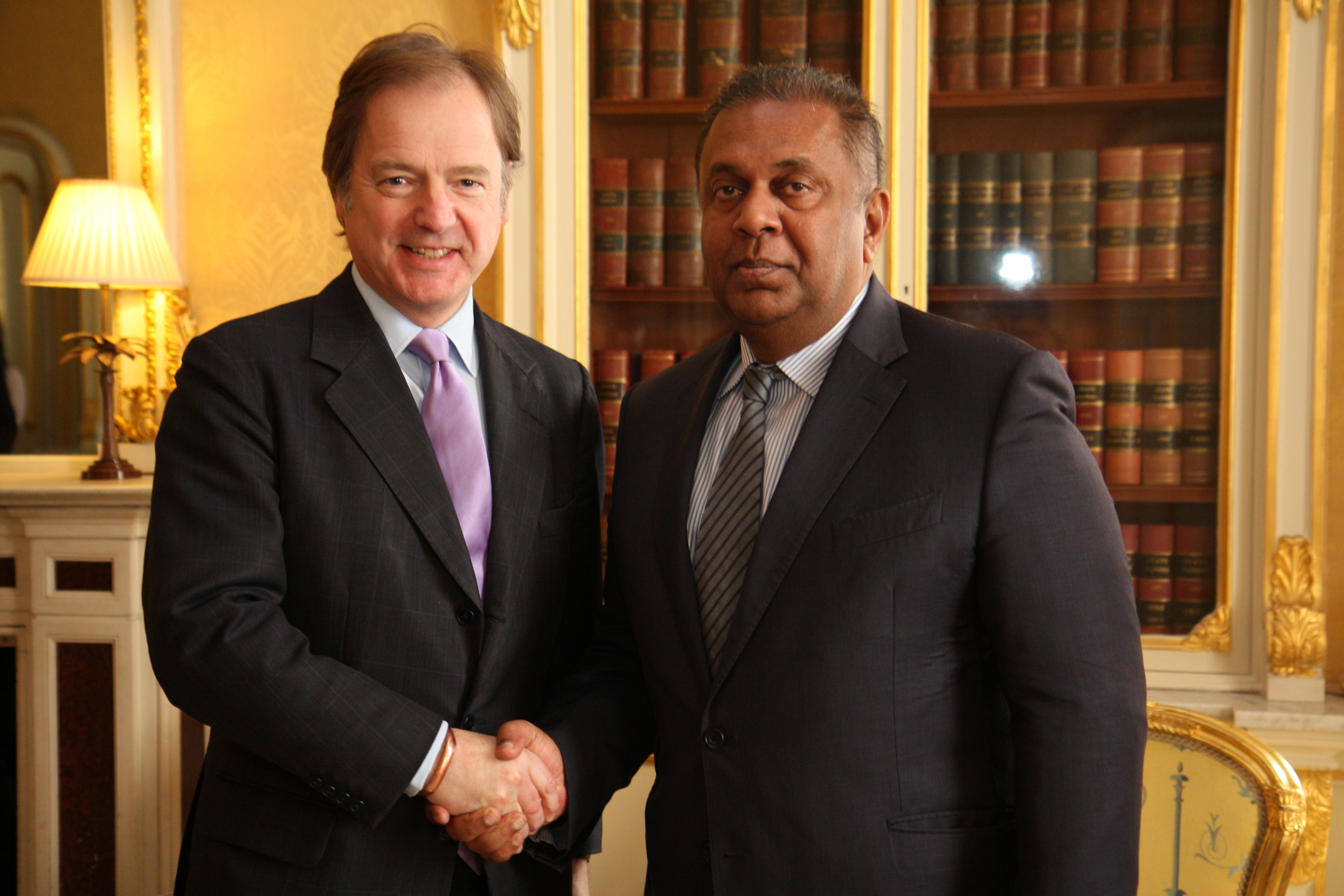
2015年3月11日、ロンドンに訪問しヒューゴ・スワイヤーインド太平洋担当国務大臣と会談した。

2015年3月11日にロンドンに訪問。ヒューゴ・スワイヤーインド太平洋担当国務大臣と会談を行った。

## 私生活
サマラウィーラは自身が同性愛者であることを明らかにしていた。2018年11月に大統領のマイトリーパーラ・シリセーナが同性愛を嫌悪する発言を行った際には、Twitter上で「私は（大統領のような）ヒルになるのであれば、蝶になる方が良い」と、痛烈に批判した。
また2021年5月にはYouTube動画に出演し、ソーシャルメディアのTikTokを守る戦士の役を演じた。アメリカ合衆国によるTikTokの制限などといった政府によるTikTokの制限・禁止に対抗するという政治風刺となっている。サマラウィーラはTikTokを積極的に利用していることで有名であった。

## 死去
2021年8月24日、新型コロナウイルス感染症により65歳で死去した。発症後はランカ病院のICUに搬送され、陽性判定を受けた。サマラウィーラは事前にワクチンを接種していた。新型コロナウイルス感染症に罹患して死亡したスリランカの国会議員は、W・J・M・ロクバンダラに次ぐ2人目である。

### 死去に対する反応
- アメリカ合衆国: サマンサ・パワーアメリカ合衆国国際開発庁長官は「サマラウィーラは偉大なる愛国者かつ政治家であり、民主主義と人権の擁護者であり、大切な友人である」と述べた[62]。
- スリランカ: マヒンダ・ラージャパクサ首相は「スリランカは偉大な指導者を失った」と述べた[63]。ゴーターバヤ・ラージャパクサ大統領は「スリランカの政治に大きな変革をもたらし、スリランカ国民に多大な貢献をした名誉ある政治家であり、元統一国民党幹部で、元国会議員であるマンガラ・サマラウィーラ氏の突然の訃報に対し、深く悲しんでいます。謹んでお悔やみ申し上げます」と述べた[64]。

## 評価
広くスリランカ国内では、国内でいくつもの省庁を率いたほか、カースト・政治思想・民族・宗教に関係なくすべての人を平等に扱うリベラルな価値観を尊重した政治家として肯定的な見方をされている。
一方、前述の通り「ここはシンハラ仏教の国ではない」という発言によって仏僧からは否定的な評価をされた。